# Кропив'янка чорноголова
Кропи́в'янка чорноголо́ва (Sylvia atricapilla)  — вид птахів роду кропив'янка (Sylvia) з родини кропив'янкових (Sylviidae). В Україні гніздовий, перелітний вид. Свою назву отримала через забарвлення голови самця, який на голові має ніби чорну «шапочку». В самиці «шапочка» на голові коричневого кольору.

## Зовнішній вигляд
Маса тіла 19-21 г, довжина тіла близько 14 см. У дорослого самця голова зверху чорна, інше оперення верху сіре; низ білувато-сірий; махові і стернові пера сірувато-бурі; дзьоб сірувато-чорний; ноги темно-сірі; райдужна оболонка ока чорна. У дорослої самки верх голови рудий; решта оперення з бурим відтінком. Молодий птах подібний до дорослого, у молодого верх голови темно-бурий.

## Гніздування

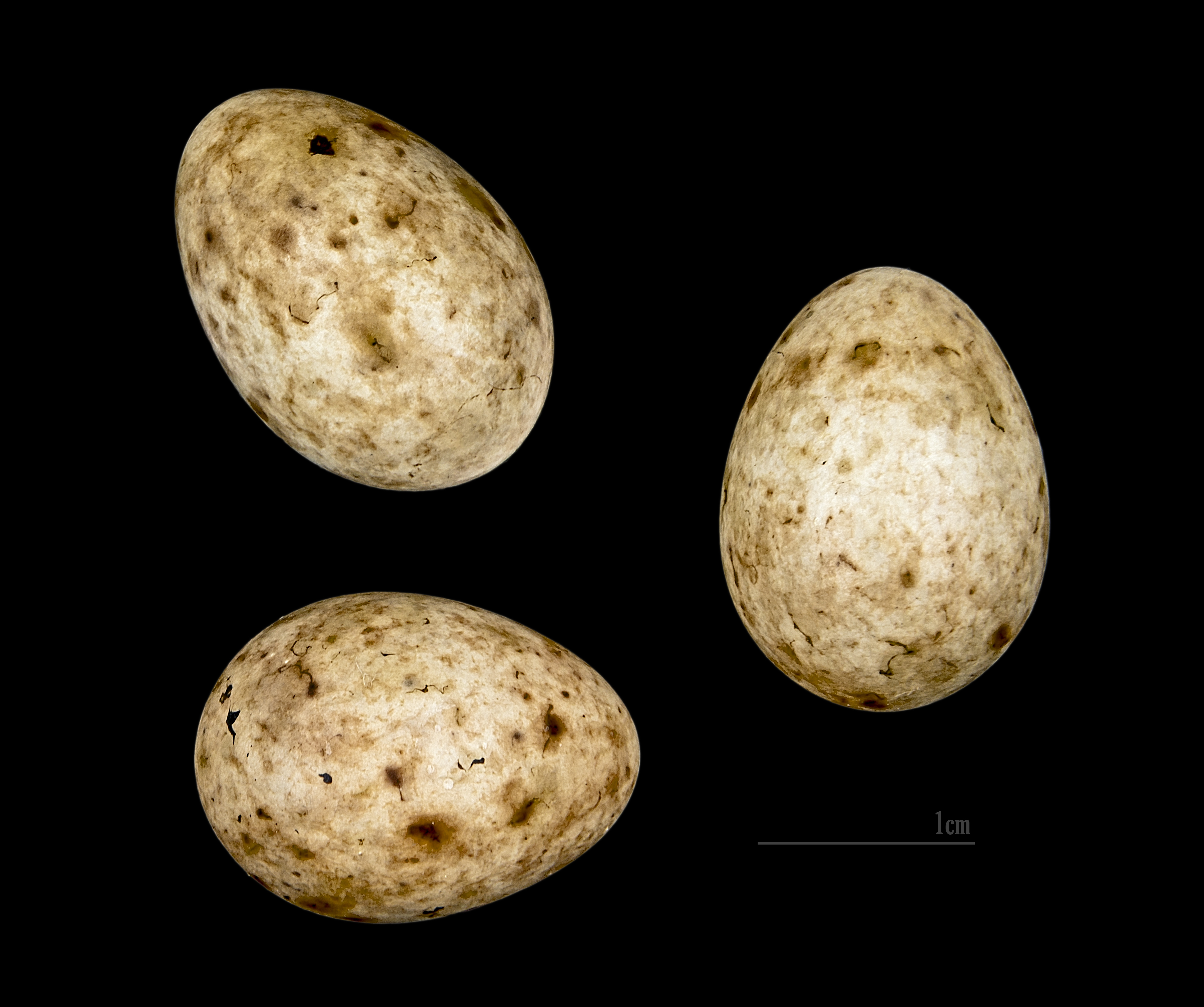
Яйця

Гніздо будує низько над землею, в густих заростях кущів.

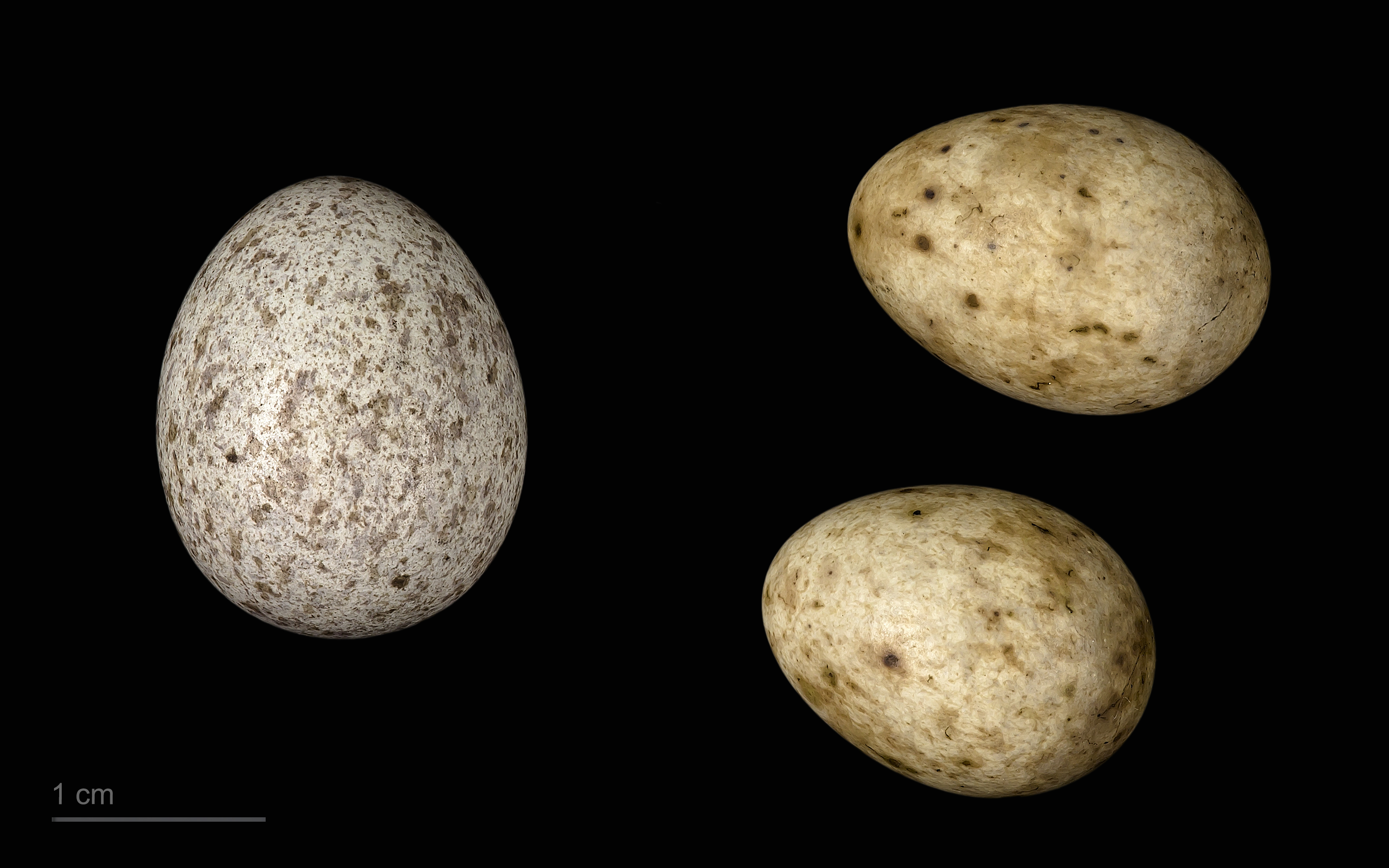
яйце Cuculus canorus bangsi + Sylvia atricapilla - Тулузький музей

## Охорона
Перебуває під охороною Бернської конвенції.